# Roman Safiullin
Roman Safiulin (transliterado Safiullin al inglés; Podolsk, 7 de agosto de 1997) es un tenista profesional ruso.

## Carrera
Su mejor ranking en individuales fue la posición N°82 el (6 de febrero de 2023). En dobles fue el N°239, logrado el (7 de febrero de 2022)
No ha logrado hasta el momento títulos de la categoría ATP, aunque posee 4 títulos de ATP Challenger Tour, 1 en individuales y otro en dobles, ambos ganados en el Challenger de Cherburgo-Octeville en 2020, además ganó varios títulos Futures.
En 2014 logró el F1 de Uzbekistán, el Future 6 de Rusia, los F11 y F12 de Grecia y los F42 y F43 de Egipto.
En 2015 gana el Abierto de Australia Junior.
En 2016 ganó el F8 de Turquía, el F21 de Egipto, el F14 de Israel y el F34 de Egipto.
En 2017 conquistó el Future 34 de Egipto.
En 2018 se quedó con el título en el F10 de Egipto, el F3 de Rusia, F4 y F5 de Vietnam y un F8 en Tailandia.
En 2019 gana un M25 en Kazan y dos M25 en Kazajistán.
En 2022 disputa la Copa ATP representando a Rusia como segundo singlista y doblista ante las bajas de Andrey Rublev, Aslán Karatsev, Karén Jachánov y Yevgueni Donskói.
En la fase de grupos vence en individuales a Arthur Rinderknech y James Duckworth, dos tenistas con mejor ranking que él, y cae ante Jannik Sinner. En dobles, junto a Daniil Medvedev vence a las parejas de Édouard Roger-Vasselin y Fabrice Martin, Luke Saville y John Peers, y a Matteo Berrettini junto a Jannik Sinner.
Con estas victorias y las de Medvedev, Rusia se clasificó a las semifinales, donde se enfrentó a Canadá, Safiulin perdió ante Denis Shapovalov en 3 sets y también perdió en el dobles (junto a Medvedev) contra Shapovalov y Félix Auger-Aliassime, resultando en la eliminación del equipo ruso. Gracias a las victorias en fase de grupos, consigue llegar al top 150 en el ranking de individuales.

## Títulos ATP (0; 0+0)

### Individual (0)
| Leyenda                         |
| Grand Slam (0)                  |
| ATP Wourld Tour Finals (0)      |
| ATP World Tour Masters 1000 (0) |
| ATP World Tour 500 (0)          |
| ATP World Tour 250 (0)          |

#### Finalista (1)
| N.º | Fecha                    | Torneo  | Superficie | Oponente en la final | Resultado           |
| --- | ------------------------ | ------- | ---------- | -------------------- | ------------------- |
| 1.  | 26 de septiembre de 2023 | Chengdú | Dura       | Alexander Zverev     | 7-6(2), 6-7(5), 3-6 |

## Títulos ATP Challenger (7; 6+1)

### Individuales (6)
| N.° | Fecha                  | Torneo                   | Superficie | Oponente en la final | Resultado     |
| --- | ---------------------- | ------------------------ | ---------- | -------------------- | ------------- |
| 1.  | 16 de febrero de 2020  | Challenger de Cherburgo  | Dura (i)   | Roberto Marcora      | 6-4, 6-2      |
| 2.  | 24 de julio de 2022    | Challenger de Nur-Sultán | Dura       | Denis Yevysev        | 0-6, 6-4, 7-6 |
| 3.  | 14 de agosto de 2022   | Challenger de Chicago    | Dura       | Ben Shelton          | 6-3, 4-6, 7-5 |
| 4.  | 5 de febrero de 2023   | Challenger de Koblenz    | Dura (i)   | Vasek Pospisil       | 6-2, 7-5      |
| 5.  | 17 de agosto de 2024   | Challenger de Cary       | Dura       | Mattia Bellucci      | 1-6, 7-5, 7-5 |
| 5.  | 3 de noviembre de 2024 | Challenger de Bratislava | Dura (i)   | Raphaël Collignon    | 6-3, 6-4      |

### Dobles (1)
| N.° | Fecha                 | Torneo                  | Superficie | Pareja      | Oponentes en la final     | Resultado            |
| --- | --------------------- | ----------------------- | ---------- | ----------- | ------------------------- | -------------------- |
| 1.  | 16 de febrero de 2020 | Challenger de Cherburgo | Dura (i)   | Pavel Kotov | Dan Added Albano Olivetti | 7-6(6), 5-7, [12-10] |